# Protohybosorus mesasiaticus
Protohybosorus mesasiaticus är en skalbaggsart som beskrevs av Nikolajev 2010. Protohybosorus mesasiaticus ingår i släktet Protohybosorus och familjen Hybosoridae. Inga underarter finns listade i Catalogue of Life.